# Hungry Ghosts
Hungry Ghosts è il quarto album in studio del gruppo musicale rock statunitense OK Go, pubblicato nel 2014.

## Tracce
1. Upside Down & Inside Out – 3:08
2. The Writing's on the Wall – 3:33
3. Another Set of Issues – 3:58
4. Turn Up the Radio – 2:56
5. Obsession – 3:08
6. I'm Not Through – 3:36
7. Bright as Your Eyes – 2:55
8. I Won't Let You Down – 3:43
9. The One Moment – 3:43
10. If I Had a Mountain – 3:19
11. The Great Fire – 4:17
12. Lullaby – 3:42

## Formazione
- Damian Kulash - voce, chitarra
- Andy Ross - chitarra, coro
- Tim Nordwind - basso, coro
- Dan Konopka - batteria